# Bleienbach
Bleienbach est une commune suisse du canton de Berne, située dans l'arrondissement administratif de Haute-Argovie.

Photo aérienne (1950)

## Personnalités
- Heinz Imboden, coureur cycliste professionnel